# Световна титла в тежка категория на WCW
WCW световна титла в тежка категория (на английски: WCW World Heavyweight Championship) е кеч титла, използвана предимно от Световния шампионат по кеч (WCW) и от Световната федерация по кеч (WWF).
Датира в бившата WCW федерация между периода от 1991 до 2001 г. По-късно след закупуването на Световния шампионат по кеч от Световната федерация по кеч, през март на същата година, титлата става е една от двете световни титли на федерацията, чийто предишно име на WCW титлата е съкратено до WCW Championship (WCW титла), а след това и до World Championship (световна титла). От декември дори и заменена от WWF титлата. Макар името на титлата да е демонтирано, физическия дизайн на колана, традиционно известен като "Big Gold Belt" (големият златен колан), запазва началния си облик като е премахната само марката на WCW. Дори, след като Световната федерация по кеч е принудена поради дублаж с фонд за дивата природа (WWF) да смени името си, тя продължава да съществува под името – WWE Световна титла в тежка категория.